# Prosencephalon
Das Prosencephalon oder Vorderhirn ist ein großer Bereich des Gehirns von Wirbeltieren, der schon während der frühen Embryogenese angelegt wird.

Stadien in der Embryogenese des Gehirns: Das vordere Neuralrohr entwickelt sich zunächst zu den Anlagen des Prosencephalon, Mesencephalon und Rhombencephalon (linke Bildhälfte, ungefähr 5. Woche). Anschließend differenziert das Prosencephalon in Telencephalon und Diencephalon (siehe rechte Bildhälfte), die sich danach weiter differenzieren (nicht illustriert).

In der frühen Hirnentwicklung bilden sich am vorderen Ende des Neuralrohrs drei Bläschen, von denen das am weitesten rostral gelegene als Prosencephalon bezeichnet wird. Während sich die hinteren Hirnabschnitte relativ früh weiterentwickeln, ist das Vorderhirn im zweiten Monat nach der Befruchtung noch ein dünnwandiges Bläschen. Im dritten Entwicklungsmonat bildet sich eine Furche, der Sulcus telodiencephalicus, der die spätere Untergliederung des Prosencephalons in das Endhirn (Telencephalon) und das Zwischenhirn (Diencephalon) andeutet. In diesem Stadium lassen sich am Endhirn bereits die Anlage des Riechkolbens und am Zwischenhirn die der Hypophyse erkennen.
Neuere vergleichend-neuroanatomische Studien an Wirbeltieren unterscheiden bei der Differenzierung des Prosencephalons zunächst die Unterteilung in sekundäres Vorderhirn und kaudales Zwischenhirn. Das sekundäre Vorderhirn umfasst die die Chorda dorsalis nach vorn überragenden Neuralrohrabschnitte. Aus dem sekundären Vorderhirn entsteht ventral der Hypothalamus, dorsolateral die Augenbläschen, dorsal die Endhirnbläschen mit der ventralen Area praeoptica. Das Hypothalamusgebiet leitet sich sowohl von der Flügelplatte (Alarplatte) als auch Grundplatte (Basalplatte) ab, Endhirn und Augenbläschen weisen nur alare Anteile auf. Auch wenn die spätere Entwicklung des Vorderhirns größere Unterschiede zwischen den Vertebratenklassen als andere Hirnregionen zeigt, sind die an der Frühentwicklung beteiligten Gene stark konserviert.